# 470 (voilier)
Le 470 (ou « quat' sept ») est une classe de dériveur en double (à deux équipiers, homologué pour trois), dessinée en 1962 par l'architecte français André Cornu.

## Historique
En 1963, le premier exemplaire du 470, construit par le chantier Jean Morin à Pessac (Gironde), est exposé au Salon nautique international de Paris.

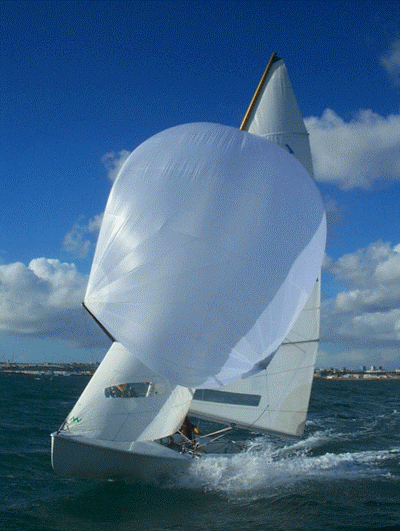
Un 470 sous spi

Rapidement très populaire, le 470 est construit par de nombreux chantiers dans une cinquantaine de pays.
L'évolution de l’accastillage et de la construction au cours des années va de pair avec une sophistication croissante du bateau (accastillage et réglages parfois pléthoriques, recherche des coupes de voiles les plus performantes dans le respect de la jauge).
À cause de cette évolution, les régatiers amateurs, et notamment les couples auxquels André Cornu avait pensé en dessinant ce bateau prévu pour un poids d'équipage optimum de 120 à 140 kilos, abandonnèrent la série qui demandait à présent de trop gros sacrifices financiers et un entraînement acharné.
De nombreux exemplaires du 470 venus alors sur le marché de l'occasion firent cependant le bonheur des pratiquants de voile de loisir, sans autre prétention que la promenade ou la régate locale.

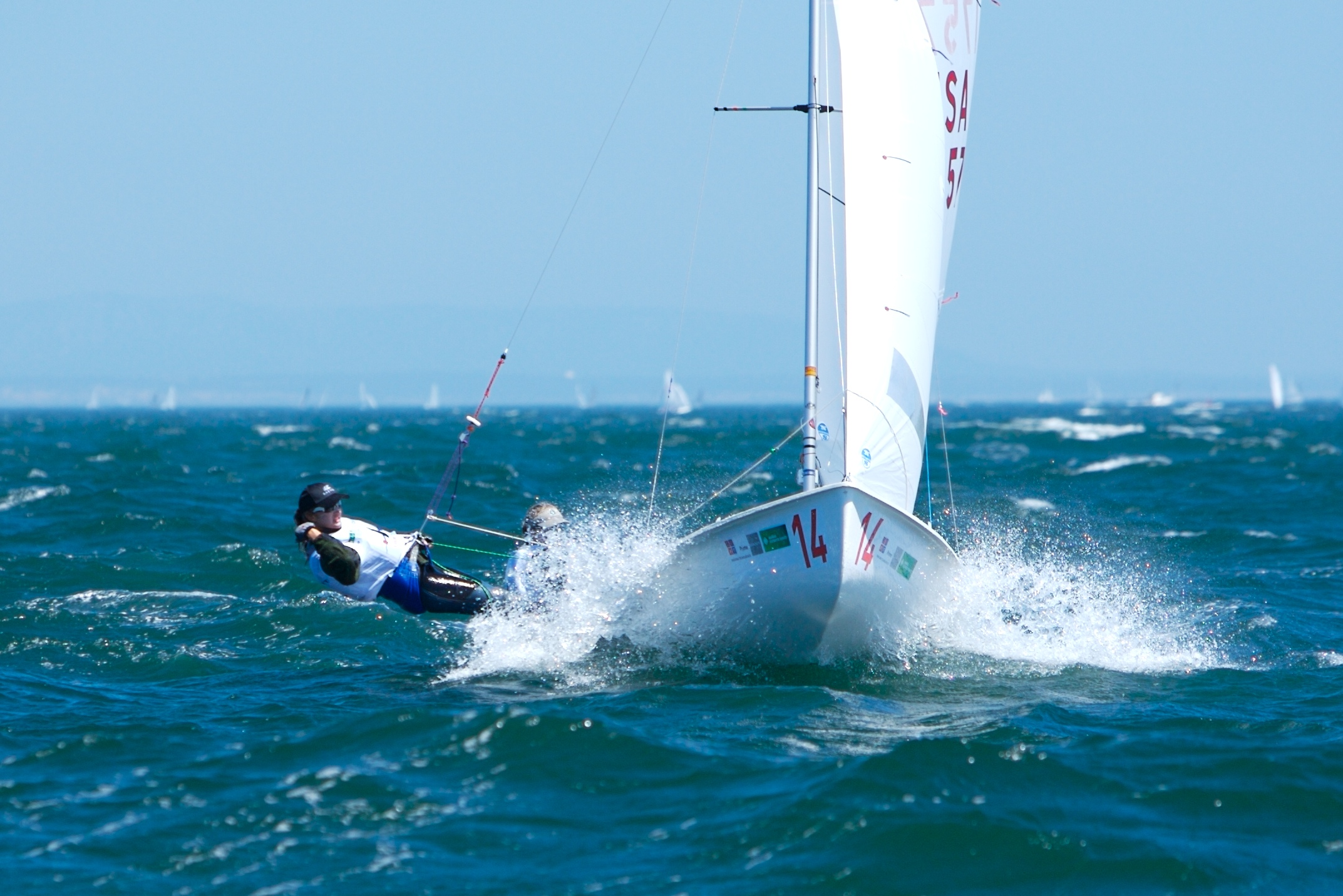
Les championnes du monde 2008, Erin Maxwell et Isabelle Kinsolving au près

Il devient série olympique en 1976 pour les hommes et en 1988 pour les femmes. À partir de 2024, l'épreuve devient mixte avec un équipage paritaire.

## Bateau d'intérêt patrimonial
Le 470 F 12445 ayant appartenu à Thierry Peponnet et avec lequel il fut champion olympique en 1988 avec Luc Pillot est labellisé Bateau d'intérêt patrimonial le 15 juin 2010, par la Fondation du patrimoine maritime et fluvial.